# Lo que el ojo no ve
Lo que el ojo no ve es un cortometraje español de 2004, dirigido por José Braña y protagonizado por artistas famosos como Álex Angulo, Javier Albalá o el mago Anthony Blake, entre muchos otros.

## Sinopsis
Como sigue ocurriendo hasta el día de hoy en el fútbol, a los árbitros se les atribuyen la mayoría de las culpas cuando uno de los dos equipos pierde.
Un árbitro de Tercera Regional decide anular un gol del equipo local durante un partido, esto, como es de esperar, provoca la tensión y los nervios de la afición del equipo afectado. La mayoría de ellos, junto a los jugadores, intentan linchar al árbitro entre gritos, insultos y lanzamiento de objetos, por lo que este consigue finalmente refugiarse en una caseta; allí continuará recibiendo todo tipo de acoso.

## Reparto
- Javier Albalá
- Álex Angulo
- Eduardo Antuña
- Jimmy Barnatán
- Anthony Blake
- Ferran Botifoll
- Encarna Breis
- Enrique Castro "Quini"
- Félix Corcuera
- Isabel Friera
- Jerónimo Granda
- Fernando Lorenzo
- Alberto Menéndez
- Boni Pérez
- Maxi Rodríguez

## Premios

### 2004
- VI Festival de Cortometrajes Platges de Moncofa (FCPM) - Mejor corto de ficción[1]
- V Festival de Cortometrajes de Torrelavega (FICT) - 2º Premio al mejor cortometraje en 35 mm.[2]
- Segundo Premio 35 mm. V Festival de Cortometrajes de Torrelavega
- Mejor Corto en Vídeo. VI Festival de Cortometrajes Ikuska 2004 de Pasaia. Ikuska 2004 (Guipúzcoa)
- Mejor Fotografía e Interpretación Masculina (Álex Angulo) XVI Festival de Cinema de Girona[3]
- Mejor Corto en Vídeo VI Festival de Cortometrajes Ikuska 2004 de Pasaia. Ikuska 2004 (Guipúzcoa)
- Mejor Corto del Jurado XI Certamen de Cortos de la XVI Semana de Cine Español de Mula
- Premio del Público III Certamen Nacional de Cortometrajes Villa de Avilés
- Premio Especial del Público I Certamen de Cortos Ciudad de Zamora.